# Die Schönste
Die Schönste ist ein Spielfilm aus dem Jahr 1957 und die einzige DEFA-Produktion, die unter der Regie von Ernesto Remani entstand. Als erster DEFA-Film wurde er auf Initiative  der Sozialistischen Einheitspartei Deutschlands (SED) vollständig verboten, sodass er zu DDR-Zeiten nicht öffentlich aufgeführt werden konnte. Er ist damit ein frühes Beispiel der sogenannten Kellerfilme. Erst nach der Wiedervereinigung wurde der Film rekonstruiert und 2002 uraufgeführt.

## Inhalt Urfassung
West-Berlin in den 1950er-Jahren: Die Nachbarsjungen Thomas Berndorf und Hannes Wille sind gute Freunde. Hannes ist der Sohn eines Werkmeisters und Garagenverwalters, Thomas der Sohn des reichen Unternehmers Alexander Berndorf. In seiner Freizeit verdient sich Hannes Geld, indem er Alexander Berndorfs Mercedes 300 putzt. Als Thomas ihm das Foto seiner Mutter in einer Illustrierten zeigt, behauptet Hannes, sie sei nur wegen des Colliers, das sie auf dem Bild trägt, so schön. Thomas fordert ihn daraufhin zu einer Wette heraus: Er will seiner Mutter das Collier stehlen und Hannes soll gleichzeitig seiner Mutter eine mühsam ersparte Brosche entwenden. Dann würde man schon sehen, welche Mutter ohne ihren Schmuck die schönere sei.
In beiden Haushalten finden abends Feste statt. Hannes’ Vater ist seit 25 Jahren Werkmeister und bekommt Besuch von seinen Kollegen. Hannes gelingt es, die Brosche zu stehlen. Ihr Verschwinden sorgt für Ratlosigkeit und es ist der Vater, der seiner Frau Vorwürfe macht, dass sie ihren Schmuck nicht zu schätzen wisse. Da sich beide Eltern noch nie so gestritten haben, legt Hannes die Brosche zurück. Sie wird gefunden, der Familiensegen ist wiederhergestellt.
Thomas gelingt es erst nach einiger Zeit, das Collier an sich zu nehmen. Im Haus findet ein Empfang statt, der vor allem die potenziellen Geldgeber Berndorfs zur Finanzierung einer neugegründeten Firma animieren soll. Als Yvonne Berndorf auf Bitte des wichtigsten Finanziers Wiedemann das Collier anlegen soll, kann sie es nicht finden. Es kommt zur Familienkrise, da Berndorfs potenzieller Geldgeber durch einen Anruf erfährt, dass das Collier noch nicht vollständig bezahlt war; er sagt daher das Geschäft mit Berndorf ab. Die Feier endet abrupt, und nachdem Thomas hört, dass die Polizei gerufen wird, flüchtet er samt Collier zu Hannes. In seiner Panik wirft er das Schmuckstück in ein Auto auf dem Garagenhof von Hannes’ Vater. Als er erkennt, dass das Collier für die Familie eine existenzielle Bedeutung hat, will er es zurückholen, doch das Auto wurde bereits von seinem Hamburger Halter abgeholt. Thomas und Hannes trampen nun über die (damals noch offene) Grenze nach Hamburg, wo sie den Wagen und das Collier wiederfinden; von einem Hamburger werden sie vom Fischmarkt zurück nach Berlin gefahren. Hier ist inzwischen deutlich geworden, wie sehr das Leben der Berndorfs vom äußeren Schein geprägt war. Alexander betrachtet seine Frau und seinen Sohn nur als Fassade für eine solide Existenz und hat längst in Yvonnes Freundin Susanne eine Geliebte gefunden. Die Autos der Familie werden abgeholt, weil alles nur auf Pump gekauft worden war, und als Yvonne anbietet, sich bei Finanzier Wiedemann zu prostituieren, hält Alexander sie davon nicht ab. Dazu kommt es jedoch nicht, da Thomas und Hannes zurückkehren und das Collier bei sich haben.
Alexander wird durch das aufgetauchte Collier sofort wieder reputabel, da die Geldgeber nun von einem Bluff Alexanders ausgehen, auf den sie hereingefallen sind. Er genießt nun höheres Ansehen als zuvor und legt sich als erstes ein neues Auto zu.

## Produktion der Urfassung bis zur Herstellung der letzten Zensurfassung
Die Schönste basiert lose auf einem Bühnenstück von Ilse Langner aus dem Jahr 1949. Die DEFA plante ab 1954, den Stoff zu verfilmen und engagierte für das Drehbuch den aus Braunschweig stammenden und in der Bundesrepublik Deutschland lebenden Autor A. Artur Kuhnert (1905–1958). Ziel des Films sollte die Kritik „kapitalistischer Verhältnisse“ sein, sodass im Gegensatz zur literarischen Vorlage unter anderem die Auswirkung des verschwundenen Colliers auf die Reputation und damit den wirtschaftlichen Erfolg Berndorfs herausgearbeitet wurde. Als auf internationalen Vertrieb angelegter Unterhaltungsfilm wurde jedoch auch nicht auf die Darstellung des Luxus verzichtet, der den „‚proletarischen‘ Stallgeruch des Studios möglichst ganz abstreifen“ helfen sollte.
Im Zuge der „Tauwetter“-Zeit nach dem Tod Stalins lockerte die Hauptverwaltung Film des Ministeriums für Kultur, die unter anderem für die Abnahme der Filme zuständig war, ihre Kontrolle: „Ab dem zweiten Halbjahr 1956 konnte die DEFA-Studioleitung eigenverantwortlich und ohne Vorab-Kontrolle darüber entscheiden, welches Drehbuch produziert werden durfte. Anders als zuvor mußten nun erst die fertigen Filme ‚oben‘ abgenommen werden. Die Schönste war die erste DEFA-Produktion, die ohne explizite Drehbuch-Genehmigung durch die Hauptverwaltung ins Atelier ging.“
Die Dreharbeiten zum Film Die Schönste liefen vom 17. Januar 1957 bis zum 6. April 1957. Die Außenaufnahmen in Hamburg und Berlin wurden von der Ideal-Film München gedreht, die Innenaufnahmen entstanden in den Filmstudios Babelsberg. Insgesamt beliefen sich die Herstellungskosten des Films auf 1,71 Millionen Mark.
Zu Beginn der Dreharbeiten hatte sich die Kontrolle über die Filmproduktion unter anderem angesichts des Ungarischen Volksaufstands im Oktober/November 1956 erneut verschärft. Schon im März 1957 äußerte Hermann-Ernst Schauer, Abteilungsleiter Filmproduktion in der Hauptverwaltung Film, Bedenken gegen den Film. Nachdem der Film in einer ersten Rohschnittfassung vorgelegt und von der Hauptverwaltung Film kritisiert worden war, forderte die DEFA-Direktion die Kürzung einzelner Passagen. Der Abnahmekommission galt Regisseur Remani zu dem Zeitpunkt schon als „alles andere als ein Regisseur, den wir brauchen können. Es steht fest, daß er nicht im geringsten auf unserem Boden steht, daß er sich nicht darüber im Klaren ist, was wir mit unseren Filmen wollen. Seine Inszenierung ist in einem Stil gehalten, der noch nicht einmal den mäßigsten, mittleren Unterhaltungsfilmen im UFA-Charakter entspricht. Sie wird gekennzeichnet durch Oberflächlichkeit, Schnoddrichkeit und Belanglosigkeit.“
Nach einer Informationsvorführung in der Hauptverwaltung Film im August 1957 wurde zunächst das Ende des Films umgeschnitten. Trotz Nachaufnahmen Ernesto Remanis im September und Oktober 1957 – unter anderem wurde das Ende neu gedreht, sodass Yvonne Berndorf nun ihren Mann verlässt – wurde der Film bei einer erneuten Prüfung im Januar 1958 abgelehnt. Anton Ackermann, Leiter der Hauptverwaltung Film beim Ministerium für Kultur, war bei der Prüfung anwesend und schrieb im April desselben Jahres in der SED-Zeitschrift Einheit:

„Die DEFA hat in den letzten Jahren wieder hervorragende antiimperialistische, antimilitaristische und antifaschistische Filme geschaffen […] Im Gegensatz dazu blieben aber die sogenannten ‚gesellschaftskritischen‘ Filme oder die Filme, die ‚hinter die Kulissen des westlichen Wirtschaftswunders‘ leuchten sollten (Millionen der Yvette, Rivalen am Steuer, Spielbankaffäre und Die Schönste), völlig in der Unverbindlichkeit stecken oder dienten sogar einer Verniedlichung und Lobpreisung kapitalistischer Verhältnisse mit weitgehender ‚Volksgemeinschafts‘-Ideologie. Das trifft ganz besonders auf ‚Die Schönste‘ zu.“

Remani war im Herbst 1957 die Wiedereinreise in die DDR verweigert worden, sodass er von einer weiteren Arbeit am Film ausgeschlossen war.

## Die letzte Zensurfassung
Im Herbst 1958 engagierte das Filmstudio nach den erfolglosen Schnittfassungen und Nachdrehs Ernesto Remanis intern den Regisseur Walter Beck und den Schriftsteller Heinz Kahlau für weitere Nachaufnahmen und ein angepassteres Drehbuch. Kahlau schrieb unter anderem eine „agitatorische Rahmenhandlung“ um zwei Maler, die in die Handlung einführen und sie zwischendurch im Sinne der sozialistischen Ideologie kommentierten. Zudem wurde Manfred Krug engagiert, der im Film den vorher nicht enthaltenen Titel Schade ach Schade, alles Fassade mit der Zeile „Schade, ach schade, alles nur Schein, jede Fassade stürzt einmal ein“ sang.
Die zensierte Fassung der Schönsten besitzt wesentliche Unterschiede gegenüber der Urfassung, die vor allem die Bemühungen zeigen, die Arbeiterfamilie auf- und die Unternehmerfamilie abzuwerten:
- In der Rahmenhandlung sollen zwei Maler eine Wand streichen. Der eine ist Albert, der Bruder von Gustav Wille, und amüsiert sich darüber, wie sehr das Leben doch Fassade ist. Der andere ist der einfältige Pit, der das oberflächliche Leben schön anzusehen findet. Gustavs Bruder hat sein Pausenbrot in der Zeitungsseite eingewickelt, die Berndorfs Frau mit Collier zeigt. Er will gerade die Geschichte erzählen, die das Collier nach sich zog, als beide einem „rebellischen“ Gitarrensänger zuhören, der ein Lied über das Fassadenhafte des Lebens singt. In späteren Einschüben erklärt Albert Pit unter anderem, dass Alexander das Collier nur der Fassade wegen besaß, um wohlhabend zu wirken.
- In einer in der Urfassung nicht enthaltenen Szene lässt Yvonne der Haushälterin Tilde ausrichten, sie solle einen Termin bei Gustav Wille absagen. Der sollte ihr kaputtes Autoradio reparieren und beschwert sich bei seinem Bruder Albert – einem der Maler der Rahmenhandlung – , dass er nun umsonst über eine Stunde nach seinem Dienstschluss auf Yvonne gewartet habe. Er meint, sie glaube, da sie nun in der Illustrierten präsentiert war, sich alles erlauben zu können.
- In der Urfassung führt das Verschwinden der Brosche Martha Willes zum ersten Streit zwischen dem Ehepaar. Gustav Wille wirft dabei seiner Frau vor, auf den teuren Schmuck nicht genügend aufgepasst zu haben und ihn nicht angemessen zu würdigen. In der Szene bereiten beide eine Bowle am Küchentisch zu, auf dem unter anderem Südfrüchte stehen. Da sich die Eltern noch nie gestritten haben, legt Hannes den Schmuck heimlich zurück. In der Zensurfassung wird das Verschwinden des Schmucks bei Willes humorvoll aufgenommen. Während der Küchenszene trägt Martha Wille ein Kopftuch, auf dem Tisch steht Brot anstatt der nicht für jeden einfach erhältlichen Südfrüchte. Beide Ehepartner stellen später fest, dass Martha Wille die Brosche eigentlich nicht braucht, da Martha ihrem Ehemann ohne Schmuck sowieso besser gefällt.
- Eine Szene der Zensurfassung, die im Original nicht enthalten ist, zeigt die Gäste, als sie fluchtartig die Feier bei Berndorfs verlassen und die Vorkommnisse als Skandal bezeichnen.
- Im Gegensatz zur Urfassung fehlt in der Zensurfassung die Szene, in der die beiden Jungen an der Grenze zur BRD die Wachtposten der DDR überlisten und über die Grenze fliehen.
- In einer von Walter Beck gedrehten Szene, inhaltlich nach der Flucht der Jungen, erscheint Martha Wille bei Yvonne Berndorf und wirft ihr vor, keine gute Mutter zu sein. Während Yvonne nie Zeit für den Jungen habe, sei der Vater immer geschäftlich unterwegs. Martha deutet an, dass sich der Junge vernachlässigt fühle und deswegen so häufig bei Willes sei. Yvonne bekennt, noch nie darüber nachgedacht zu haben.
- Yvonne Berndorf verlässt in der Zensurfassung zusammen mit ihrem Sohn ihren Mann, da sie von ihm nur als Prestigeobjekt betrachtet wird.

## Verbot 1959 und Rekonstruktion bis 2007
Der neue, nun auf 72 Minuten geschnittene Film wurde zu Beginn des Jahres 1959 der Hauptverwaltung Film erneut zur Besichtigung vorgelegt, die ihn am 17. März 1959 ablehnte. Nach einer letzten Besichtigung des Films im August 1961, also zur Zeit des Mauerbaus,  und einer Bestätigung des Verbots wurde Die Schönste der erste Film der DEFA, der vollständig vor der Veröffentlichung verboten wurde.
Nach der politischen Wende nahm sich die 1999 gegründete DEFA-Stiftung des Films an und restaurierte in zwei Jahren sowohl die Ur- als auch die letzte Zensurfassung des Films. Die Gesamtrekonstruktion von Ur- und Zensurfassung kostete 35.000 Euro. Der rekonstruierte Film wurde am 24. Mai 2002 im Berliner Filmkunsthaus Babylon uraufgeführt; beide Fassungen liefen am 24. September 2007 zudem erstmals im MDR Fernsehen.

## DVD-Veröffentlichung
Im Jahr 2009 wurden beide Fassungen dieser DEFA-Produktion von der Icestorm Entertainment GmbH als Doppel-DVD-Edition veröffentlicht.

## Kritik
Die Kritik bewertete Die Schönste nach der Uraufführung 2002 unter anderem als „bizarre[n] Trash-Schatz. Durch seine werkbiographischen und kulturhistorischen Kontexte kommt ihm eine Bedeutung zu, die weit über seine eigentlichen Intentionen hinausgeht.“ Silvia Hallensleben bezeichnete im Tagesspiegel Die Schönste als „herzerfrischendes Stehpartie-Geplänkel …, gegossen in die Form eines sentimentalen Familien-Dramas“, in dem „die schmerbäuchige Raffsucht so böse karikiert [wird], dass es auch heute noch Sinn und Spaß macht“. Für die Frankfurter Allgemeine Zeitung ist Die Schönste „ein Unterhaltungsfilm mit leicht sozialkritischem Einschlag“.
Für Günter Agde von der Zeitung Die Welt war Die Schönste „ein Gesellschaftsstück mit genremäßigen Zutaten: Intrigen, Flirts, Salongeplapper, Autofahrten von Berlin (über die damals noch offene Grenze) nach Hamburg und zurück. Auch ein bisschen Verfolgungsjagd und natürlich Happyend mit elegischem Einschlag.“ Der Film sei von Remani „sicher im Handwerk und flüssig, ohne Allüren, hochkarätig besetzt [inszeniert worden], ein unterhaltsamer Genre-Film eben, wie man ihn damals in jedem Kinorepertoire als Programmfutter brauchte.“